# Sandra Ramírez
Sandra Ramírez Lobo Silva, (nombre de nacimiento; Griselda Lobo Silva, La Paz, Santander, Colombia, 15 de mayo de 1963) fue combatiente del grupo de las Fuerzas Armadas Revolucionarias de Colombia - Ejército del Pueblo (FARC-EP) desde 1981 hasta la firma del tratado de paz en 2016. En 2018 fue designada senadora en el Congreso de la República de Colombia por el partido Comunes. En julio de 2022 se posesionó para un segundo periodo.

## Biografía
Su infancia se desarrolló en Santa Helena del Opón, estudió el bachillerato hasta cuando por enfermedad de su madre debe abandonar los estudios para ayudar en la crianza de sus hermanos y hermanas, es en este periodo cuando observa a los combatientes de las FARC-EP que pasan por la finca, tomando como inspiración de mando a una de las comandantes de nombre Eliana.

### Militancia en las FARC-EP
Ingresó en las FARC-EP en 1981 como enfermera de combate y tomó el nombre de Sandra, dos años después fue trasladada a Cundinamarca y ascendida a guardia del secretariado del Estado Mayor Central, que estaba en conversaciones de paz con el gobierno de Belisario Betancur. Durante esta época la imagen de Sandra se hace pública convirtiéndose luego en la radio operadora de Manuel Marulanda Vélez, miembro del secretariado nacional de las FARC-EP, a quien conoció en noviembre de 1983
Fue nombrada delegada de las FARC-EP en los diálogos con el Estado colombiano en La Habana, que llevaron a firmar un Tratado de Paz donde el grupo insurgente pasaría a ser un partido político la Fuerza Alternativa Revolucionaria del Común y se le otorgaron 5 curules en cada una de las cámaras del Congreso colombiano a partir del 20 de julio de 2018, una de las cuales ocupó Lobo Silva en el senado para el periodo 2018-2022 y posteriormente en el cuatrienio del periodo 2022-2026.

### Partido de las FARC
Con la creación del nuevo partido Fuerza Alternativa Revolucionaria del Común, actualmente denominado Comunes. Lobo Silva es elegida como miembro de la Dirección Nacional, llevando la vocería varias veces del Partido junto al presidente de esa colectividad Rodrigo Londoño  Fue elegida segunda vicepresidenta del Senado en 2020.

## Polémica
Se ha generado críticas y polémica por su documental La Fotógrafa de las Mariposas producido por Señal Colombia y criticado por organizaciones como la Corporación Rosa Blanca .